# The Trombones Inc.
The Trombones Inc. è un album di Bob Brookmeyer (che in alcuni brani non è presente) e di altri musicisti jazz di primo piano, in particolare
dei migliori trombonisti del periodo, il disco fu pubblicato dalla Warner Bros. Records nel 1959.

## Tracce
1. Neckbones – 4:01 (J.J. Johnson) – Registrato il 26 dicembre del 1958 a New York City
2. Dues Blues – 6:57 (J.J. Johnson) – Registrato il 29 dicembre del 1958 a New York City
3. Long Before I Knew You – 3:59 (Jule Styne, Sammy Cahn) – Registrato il 31 dicembre del 1958 a New York City
4. Soft Winds – 3:55 (Benny Goodman) – Registrato il 29 dicembre del 1958 a New York City
5. Tee Jay – 4:08 (J.J. Johnson) – Registrato il 31 dicembre del 1958 a New York City
6. Lassus Trombone – 3:08 (Henry Fillmore) – Registrato il 5 dicembre 1958 a Hollywood (California)
7. It's All Right with Me – 3:27 (Cole Porter) – Registrato il 3 dicembre del 1958 a Hollywood (California)
8. Polka Dots and Moonbeams – 3:54 (Jimmy Van Heusen, Johnny Burke) – Registrato il 3 dicembre del 1958 a Hollywood (California)
9. That Old Devil Moon – 3:57 (Burton Lane, E.Y. Harburg) – Registrato il 5 dicembre 1958 a Hollywood (California)
10. Impossible – 4:54 (Steve Allen) – Registrato il 5 dicembre 1958 a Hollywood (California)
11. Heat Wave – 3:19 (Irving Berlin) – Registrato il 3 dicembre del 1958 a Hollywood (California)
12. I've Found a New Baby – 4:15 (Jack Palmer, Spencer Williams) – Registrato il 3 dicembre del 1958 a Hollywood (California) e a NYC il 31 Dic. 1958

## Musicisti
Nel brano 1
- Bob Brookmeyer - trombone a pistoni
- Eddie Bert - trombone
- Jimmy Cleveland - trombone
- Henry Coker - trombone
- Benny Green - trombone
- Melba Liston - trombone
- Benny Powell - trombone
- Frank Rehak - trombone
- Dick Hickson - trombone basso
- Bart Varsalona - trombone basso
- Hank Jones - pianoforte
- Wendell Marshall - contrabbasso
- Osie Johnson - batteria

Nei brani 2 & 4
- Bob Brookmeyer - trombone a pistoni
- Bob Alexander - trombone
- Eddie Bert - trombone
- Jimmy Cleveland - trombone
- Benny Green - trombone
- Melba Liston - trombone
- Benny Powell - trombone
- Frank Rehak - trombone
- Dick Hickson - trombone basso
- Bart Varsalona - trombone basso
- Hank Jones - pianoforte
- Milt Hinton - contrabbasso
- Osie Johnson - batteria

Nei brani 3 , 5 e parte del 12
- Bob Brookmeyer - trombone a pistoni
- Eddie Bert - trombone
- Jimmy Cleveland - trombone
- Henry Coker - trombone
- Melba Liston - trombone
- Benny Powell - trombone
- Frank Rehak - trombone
- Dick Hickson - trombone basso
- Bart Varsalona - trombone basso
- Hank Jones - pianoforte
- Wendell Marshall - contrabbasso
- Osie Johnson - batteria

Nei brani 6, 9 & 10
- Milt Bernhart - trombone
- Marshall Cram - trombone
- Herbie Harper - trombone
- Francis "Joe" Howard - trombone
- Ed Kusby - trombone
- Murray McEarchern - trombone
- Dick Nash - trombone
- Tommy Pederson - trombone
- Frank Rosolino - trombone
- George Roberts - trombone basso
- Ken Shroyer - trombone basso
- Marty Paich - pianoforte
- Barney Kessel - chitarra
- Red Mitchell - contrabbasso
- Mel Lewis - batteria
- Mike Pacheco - bongos

Nei brani 7, 8, 11 e parte del 12
- Frank Rosolino - trombone
- Milt Bernhart - trombone
- Bob Fitzpatrick - trombone
- Francis "Joe" Howatd - trombone
- Lew McCreary - trombone
- Dave Wells - trombone
- Bob Enevoldsen - valve trombone
- Stu Williamson - valve trombone
- George Roberts - trombone basso
- John Kitzmiller - tuba
- Marty Paich - pianoforte
- Red Mitchell - contrabbasso
- Mel Lewis - batteria